# هولي هاغان
هولي هاغان (بالإنجليزية: Holly Hagan)‏ هي مغنية بريطانية، ولدت في 7 يوليو 1992 في Thornaby-on-Tees ‏ في المملكة المتحدة.

## وصلات خارجية
- هولي هاغان على موقع IMDb (الإنجليزية)
- هولي هاغان على موقع ميوزك برينز (الإنجليزية)
- هولي هاغان على موقع قاعدة بيانات الفيلم (الإنجليزية)